# Toromistrz
Toromistrz – pracownik kolei czuwający nad technicznym stanem rozjazdów oraz torów kolejowych w określonym rejonie.